# Ab ovo

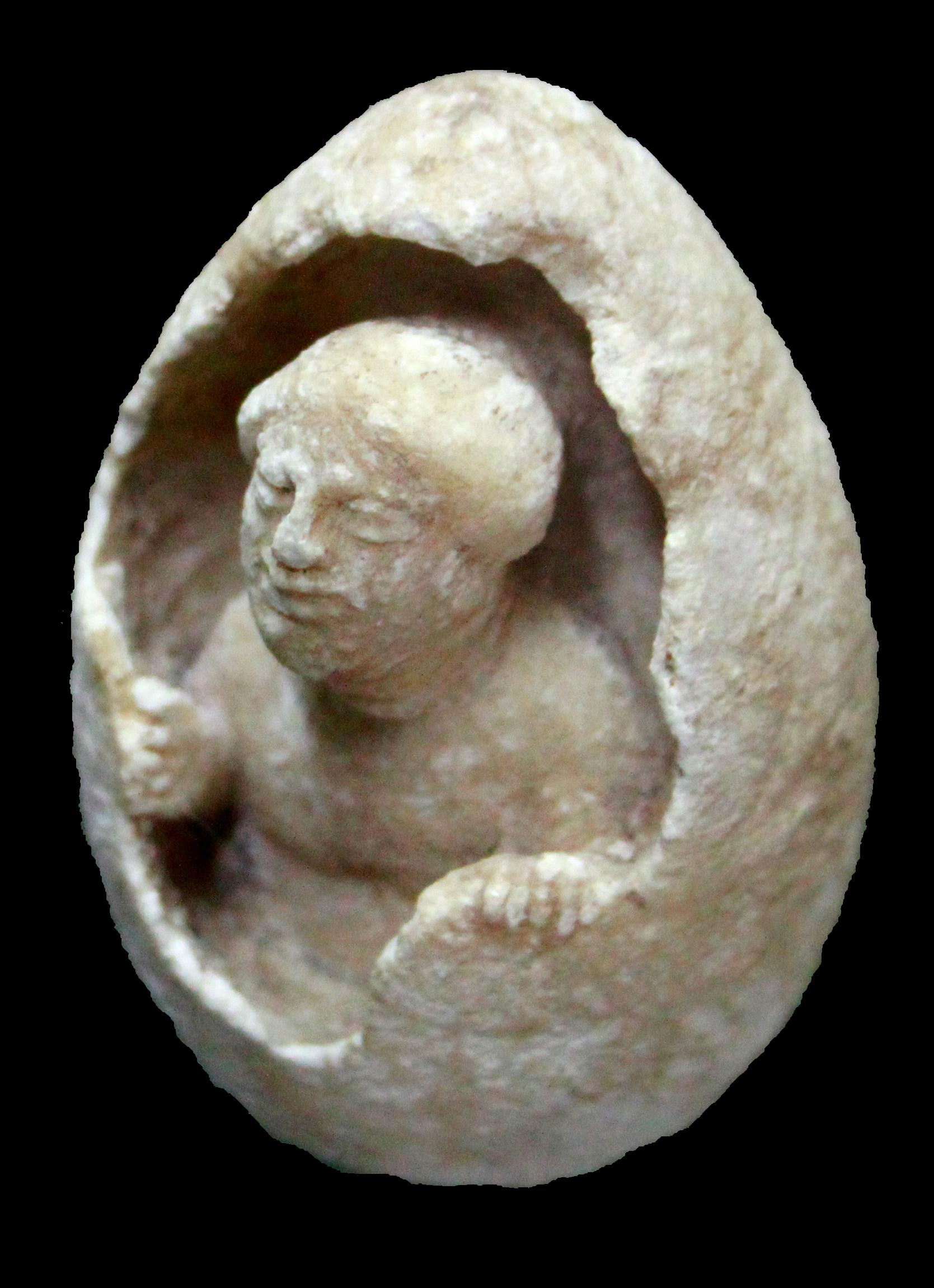
Helena schlüpft aus dem Ei

Der Ausdruck ab ovo (lateinisch; wörtlich „vom Ei“ an) bedeutet so viel wie „vom (sehr fernen) Beginn/Ursprung von Anfang an“. In der Erzähltheorie ist damit die Technik gemeint, eine Erzählung beim frühestmöglichen Zeitpunkt zu beginnen.
Er geht auf die Ars poetica des römischen Dichters Horaz zurück, in der er um 20 v. Chr. einen idealen epischen Dichter als jemanden beschreibt, „der den Krieg um Troja nicht mit dem Zwillingsei beginnt, sondern den Leser gleich in medias res [mitten ins Geschehen] führt“:

„Nec reditum Diomedis ab interitu Meleagri
nec gemino bellum Troianum orditur ab ovo
semper ad eventum festinat et in medias res“

Gemeint ist hier Homer, dessen Ilias im neunten Jahr des Trojanischen Krieges einsetzt, aber erst im dritten Buch darauf zu sprechen kommt, wie die schöne Helena, deren Raub durch den trojanischen Prinzen Paris den Krieg auslöste, einst einem der beiden Eier entschlüpfte, die ihre Mutter Leda legte, nachdem sie vom Göttervater Zeus (in Gestalt eines Schwans) geschwängert worden war.
Tristram Shandy, der Protagonist und Erzähler von Laurence Sternes Roman The Life and Opinions of Tristram Shandy, Gentleman (1759–1767) widersetzt sich dieser klassischen Regelpoetik mutwillig, indem er in ausufernder Breite alle Umstände, die zu seiner Zeugung geführt haben, einer kritischen Prüfung unterzieht und zwar im fünften Kapitel seine Geburt vermeldet, aber darauf erst einmal die vorangegangenen Missgeschicke seiner Hebamme und ihres erweiterten Kundenkreises schildern zu müssen meint, bevor er guten Gewissens mit seiner Autobiographie fortfahren kann.